# Cult (Savant)
Cult è il nono album del disc jockey, produttore discografico, musicista e cantante norvegese Aleksander Vinter, il settimo sotto lo pseudonimo di Savant. È stato pubblicato il 21 luglio 2013.

## Tracce
1. Robin Hood – 5:03
2. Night Owl – 3:14
3. Kali 47 – 5:18
4. Forbidden – 8:39
5. Patriots – 4:28
6. West Coast – 3:39
7. Can't Touch This – 3:05
8. Virgin – 3:02
9. Chop It – 4:19
10. Butterfly – 4:04